# Arvid Holmberg
Nils Arvid Birger Holmberg (ur. 10 października 1886 w Malmö, zm. 11 września 1958 tamże) – szwedzki sportowiec, olimpijczyk. Brat Carla i Oswalda.
Wystąpił na ich letniej edycji z 1908 w Londynie, gdzie zdobył złoty medal w drużynowych zawodach gimnastycznych.